# Silkeborg–Herning Jernbane
Silkeborg-Herning Jernbane är en järnväg som går mellan Silkeborg i Region Syddanmark och Herning i Region Midtjylland på Jylland i Danmark. Den ingår i det danska statliga spårnätet.

## Trafik
Det går persontåg två dubbelturer per timme på denna bana. Dessa tåg går sträckan Århus–Skanderborg–Silkeborg–Herning. Vartannat av dessa fortsätter till Skjern. Körtiden är cirka 40 minuter mellan Silkeborg och Herning, och cirka 90 minuter mellan Århus och Herning.
Tågtyp är Alstom Lint 41.
Trafikmässigt är Silkeborg-Herning Jernbane och Skanderborg-Silkeborg Jernbane en enda järnväg. Det är bara formellt och historiskt de är olika. 

## Historia
Banan invigdes 1877 som privatbana. Det var en fortsättning på banan Skanderborg-Silkeborg Jernbane som är något äldre. De övertogs båda av staten 1879. 